# Henry Welsford
Henry Reed Welsford (* 14. Juni 1900 in Pittston, Pennsylvania; † April 1974 in Pittsburgh, Pennsylvania) war ein Ruderer aus den Vereinigten Staaten, der 1924 Olympiadritter im Vierer mit Steuermann war.

## Sportliche Karriere
Der 1,79 m große Henry Welsford gehörte zunächst dem Ruderclub der United States Naval Academy an. Nachdem er die Ausbildung dort abgebrochen hatte, ruderte er von 1921 bis 1924 für den Malta Boat Club in Philadelphia. 1924 wechselte er zum Pennsylvania Barge Club, damit er den Vierer verstärkte.
Der Vierer des Barge Club mit Edward Mitchell, Henry Welsford, Robert Gerhardt, Sidney Jelinek und John Kennedy vertrat die Vereinigten Staaten bei den Olympischen Sommerspielen 1924 in Paris. Die Vorläufe wurden von den Booten aus den USA, Frankreich, Italien und den Niederlanden gewonnen. Als Sieger des Hoffnungslaufs stellten die Schweizer das fünfte Boot im Finale. Im Finale siegten die Schweizer vor den Franzosen, dahinter erreichten die Amerikaner das Ziel als Dritte vor den Italienern.